# Nuestro pequeño mundo
Nuestro pequeño mundo é uma telenovela mexicana, produzida pela Televisa e exibida em 1966 pelo Telesistema Mexicano.

## Elenco
- Susana Cabrera
- José Gálvez
- Carmen Molina
- Andrea Cotto